# 33372 Jonathanchung
33372 Jonathanchung este o planetă minoră (asteroid), cu un diametru de 3,116 km, din centura de asteroizi. A fost descoperită pe 18 ianuarie 1999 la Experimental Test Site⁠(d) de Lincoln Near-Earth Asteroid Research. 
Obiectul prezintă o orbită caracterizată de o semiaxă mare de 2,3607771 UAi, o excentricitate de 0,16, o înclinație de 2,80644 ° în raport cu ecliptica.